# Catherine Wilkin
Catherine Wilkin (* 22. August 1945 in England) ist eine britische Schauspielerin. 

## Leben
Catherine Wilkin wurde 1945 in England geboren. Ihren damaligen Lebensgefährten und Schauspieler Bill Stalker verlor sie bei einem Verkehrsunfall 1981. Dabei waren beide mit dem Motorrad unterwegs. Sie verletzte sich als Beifahrerin nur das Bein. Sie ist mit dem Schauspieler Peter McCauley verheiratet.
Catherine Wilkin feierte ihr Schauspieldebüt im Jahr 1977 in der australischen Fernsehserie Cop Shop als Anwältin Kate McGrath. Diese Rolle verkörperte sie in mehreren Folgen. In dem Filmdrama Netz aus Lügen spielte sie in einer Nebenrolle die Rolle Marion Lee. Dies war der einzige Film mit ihr, der im Kino veröffentlicht wurde. Für die australische Serie Blue Heelers stand Wilkin für 14 Folgen von 1997 bis 1999 als Sally vor der Kamera. In den Jahren 1999 und 2002 war sie in zwei unterschiedlichen Rollen in zwei Folgen der Fernsehserie Die verlorene Welt zu sehen. Ab 2001 spielte sie für 49 Folgen in der Familienserie Der Sattelclub den Charakter Elizabeth Regnery. Im gleichen Zeitabschnitt verkörperte sie für die Dramaserie McLeods Töchter für 26 Episoden die Rolle der Liz Ryan.
Am 11. März 1988 wurde Wilkin für ihre Leistung in der Serie Rafferty’s Rules mit einem Logia Award, in Australien, ausgezeichnet.
Am Theater in Auckland City verkörperte sie 2010 in dem Stück The Importance of Being Earnest von Oscar Wilde die Rolle der Miss Prism.
2020 ist sie in drei Folgen von Stateless zu sehen.

## Filmografie (Auswahl)
- 1987: Die fliegenden Ärzte (The Flying Doctors, Fernsehserie, Folge 2x18 No Quarter Asked)
- 1996: Netz aus Lügen (Brilliant Lies)
- 1997–1999: Blue Heelers (Fernsehserie, 14 Folgen)
- 1999–2002: Die verlorene Welt (The Lost World, Fernsehserie, zwei Folgen)
- 2001–2003: Der Sattelclub (The Sattle Club, Fernsehserie, 49 Folgen)
- 2001–2006: McLeods Töchter (Fernsehserie, 26 Folgen)
- 2016: Wanted (Fernsehserie, 1 Folge)
- 2020: This Town
- 2020: Stateless (3 Folgen)